# Chef de l'opposition (Saskatchewan)
Le chef de l'opposition au parlement provincial de Saskatchewan est l'équivalent du chef de l'opposition officielle au niveau national.

## Liste des chefs de l'opposition
| No | Chef                          | Parti | Parti                           | Début | Fin         |
| -- | ----------------------------- | ----- | ------------------------------- | ----- | ----------- |
| 1  | Frederick Haultain            |       | Droits provinciaux              | 1906  | 1912        |
| 2  | Wellington Bartley Willoughby |       | Parti conservateur              | 1912  | 1917        |
| 3  | Donald McLean                 |       | Parti conservateur              | 1917  | 1920        |
| 4  | John Archibald Maharg         |       | Indépendant                     | 1923  | 1923        |
| 5  | Harris Turner                 |       | Indépendant                     | 1924  | 1925        |
| 6  | Charles Tran                  |       | Parti progressiste              | 1925  | 1929        |
| 7  | James Thomas Milton Anderson  |       | Parti conservateur              | 1929  | 1929        |
| 8  | James Garfield Gardiner       |       | Parti libéral                   | 1929  | 1934        |
| 9  | George Hara Williams          |       | Parti travailliste              | 1934  | 1938        |
| –  | George Hara Williams          |       | Commonwealth Federation         | 1938  | 1940        |
| 11 | John Brockelbank              |       | Commonwealth Federation         | 1941  | 1944        |
| 11 | William John Patterson        |       | Parti libéral                   | 1944  | 1948        |
| 12 | Walter Adam Tucker            |       | Parti libéral                   | 1949  | 1953        |
| 13 | Asmundur Loptson              |       | Parti libéral                   | 1954  | 1954        |
| 14 | Alexander Hamilton McDonald   |       | Parti libéral                   | 1955  | 1960        |
| 15 | Ross Thatcher                 |       | Parti libéral                   | 1961  | 1964        |
| 16 | Woodrow Stanley Lloyd         |       | Nouveau Parti démocratique      | 1965  | 1970        |
| 17 | Allan Blakeney                |       | Nouveau Parti démocratique      | 1970  | 1971        |
| 18 | David Steuart                 |       | Parti libéral                   | 1971  | 1976        |
| 19 | Edward Cyril Malone           |       | Parti libéral                   | 1976  | 1978        |
| 20 | Dick Collver                  |       | Parti progressiste-conservateur | 1978  | 1979        |
| 21 | Eric Berntson                 |       | Parti progressiste-conservateur | 1979  | 1982        |
| –  | Allan Blakeney                |       | Nouveau Parti démocratique      | 1982  | 1987        |
| 22 | Roy Romanow                   |       | Nouveau Parti démocratique      | 1987  | 1991        |
| 23 | Grant Devine                  |       | Parti progressiste-conservateur | 1991  | 1992        |
| 24 | Richard Swenson               |       | Parti progressiste-conservateur | 1993  | 1994        |
| 25 | Bill Boyd                     |       | Parti progressiste-conservateur | 1994  | 1995        |
| 26 | Lynda Haverstock              |       | Parti libéral                   | 1995  | 1995        |
| 27 | Ron Osika                     |       | Parti libéral                   | 1995  | 1996        |
| 28 | Ken Krawetz                   |       | Parti libéral                   | 1996  | 1997        |
| –  | Ken Krawetz                   |       | Parti saskatchewanais           | 1997  | 1999        |
| 29 | Elwin Hermanson               |       | Parti saskatchewanais           | 1999  | 2004        |
| 30 | Brad Wall                     |       | Parti saskatchewanais           | 2004  | 2007        |
| 31 | Lorne Calvert                 |       | Nouveau Parti démocratique      | 2007  | 2009        |
| 32 | Len Taylor                    |       | Nouveau Parti démocratique      | 2009  | 2009        |
| 33 | Dwain Lingenfelter            |       | Nouveau Parti démocratique      | 2009  | 2011        |
| 34 | John Nilson                   |       | Nouveau Parti démocratique      | 2011  | 2013        |
| 35 | Cam Broten                    |       | Nouveau Parti démocratique      | 2013  | 2016        |
| 36 | Trent Wotherspoon             |       | Nouveau Parti démocratique      | 2016  | 2017        |
| 37 | Nicole Sarauer                |       | Nouveau Parti démocratique      | 2017  | 2018        |
| 38 | Ryan Meili                    |       | Nouveau Parti démocratique      | 2018  | 2022        |
| 39 | Carla Beck                    |       | Nouveau Parti démocratique      | 2022  | En fonction |